# Euroasian Entomological Journal
Euroasian Entomological Journal – rosyjskie, recenzowane czasopismo naukowe otwartego dostępu publikujące w dziedzinie entomologii.
Czasopismo to wydawane jest przez KMK Scientific Press. Ukazuje się od 2002, przy czym w 2002 wyszły dwa numery, w latach 2003–2011 był kwartalnikiem, a od 2012 jest dwumiesięcznikiem. Ponadto nieregularnie ukazują się suplementy. Artykuły publikowane są języku angielskim i rosyjskim. Publikacje dotyczą taksonomii, ekologii, fizjologii, immunologii i paleontologii owadów.